# Cnemolioides albovariegatus
Cnemolioides albovariegatus är en skalbaggsart som först beskrevs av Waterhouse 1898.  Cnemolioides albovariegatus ingår i släktet Cnemolioides och familjen långhorningar. Inga underarter finns listade i Catalogue of Life.